# قائمة زملاء الجمعية الملكية المنتخبين في 1959
هذه الصفحة تعرض قائمة زملاء الجمعية الملكية المُنتخبين لعام 1959.None

## الزملاء
- James Francis Tait [الإنجليزية]‏
- Claude Ambrose Rogers [الإنجليزية]‏
- Arthur Roy Clapham [الإنجليزية]‏
- David Willis Wilson Henderson [الإنجليزية]‏
- هيرمان بوندي
- سيلفيا أغنيس صوفيا تيت
- Sidney William Wooldridge [الإنجليزية]‏
- آن بيشوب
- Stephen Robert Nockolds [الإنجليزية]‏

## الأعضاء الأجانب
- غرهارت دوماك
- ملفين كالفن